# (33600) Davidlu
1999 JA51 (asteroide 33600) é um asteroide da cintura principal. Possui uma excentricidade de 0.10055630 e uma inclinação de 7.04306º.
Este asteroide foi descoberto no dia 10 de maio de 1999 por LINEAR em Socorro.